# Доживём до понедельника
«Доживём до понедельника» — советский художественный чёрно-белый фильм, снятый осенью 1967 — весной 1968 года режиссёром Станиславом Ростоцким. Один из наиболее известных советских фильмов о школе и учителях.

## Сюжет
Три дня из жизни 9-го класса обычной советской средней школы в одном из «спальных районов» Москвы — четверг, пятница, суббота в середине осени.
В школу пришла преподавать английский язык недавняя выпускница школы Наташа — ныне Наталья Сергеевна Горелова (Ирина Печерникова). Историю в этой школе преподаёт бывший наставник Наташи — Илья Семёнович Мельников (Вячеслав Тихонов).
Любимец учеников и талантливый педагог, бывший офицер-фронтовик Илья Семёнович, несмотря на солидный возраст, холост, живёт с матерью (Ольга Жизнева). Он настолько прям, принципиален и требователен к другим, что часто создаёт конфликты. Так, в резкой форме он делает публичный выговор учительнице начальных классов Таисии Николаевне (Нина Емельянова) за её неграмотную речь («я им говорю не ложьте, а они ложат») и выговаривает матери двоечника Левикова (Любовь Соколова), которому вопреки совести «натянул» тройку, и одной из учениц за её отца, приславшего письмо на официальном бланке с несогласием с выставляемыми его дочери оценками. В Мельникове зреет внутренний конфликт — кризис среднего возраста (невоплощённость идеалов молодости, чувство несовершенства мира, слабая возможность изменить его), неблагодарность учеников, скованность перед  чувствами молодой коллеги и бывшей ученицы Наташи отзываются болью в его сердце.
Илью Семёновича окружают разные люди, у каждого из которых собственные сложности в жизни. Завуч Светлана Михайловна (Нина Меньшикова), преподаватель литературы с двадцатилетним стажем, назидательна, суха и строга, она страдает от несложившейся личной жизни, пытается найти смысл в работе учителем, втайне даже от самой себя ревнует Мельникова и к работе, и к ученикам, а теперь и к Наташе Гореловой. Девятиклассник Гена Шестопал (Валерий Зубарев) влюблён в одноклассницу Риту Черкасову (дебютная роль Ольги Остроумовой), но она не воспринимает его всерьёз, ей нравится циничный неформальный лидер класса — красавчик Костя Батищев (Игорь Старыгин).

### Четверг
В течение первого дня выясняется «расстановка сил». Общую ловлю полетевшей по классу вороны во время урока английского возглавила молодая учительница, но после неодобрительной оценки её поведения Мельниковым она занимает жёсткую позицию по отношению к ученикам. Те, будучи категорически против такой «подмены», бойкотируют её следующий урок.
Музицирующему после уроков в пустом полутёмном актовом зале Мельникову Светлана Михайловна, давно и безнадёжно влюблённая в коллегу-историка, пытается навязать беседу в свойственной ей назидательной манере, пеняет ему на изменившийся не в лучшую сторону характер, намекает, что, как и она, он тоже одинок, пытается петь (довольно неплохо) популярную песню «В нашем городе дождь…». Илья Семёнович, совершенно не понимающий истинных мотивов отношения к нему коллеги-завуча, отвечает неохотно, подлавливает собеседницу то на фальшивой ноте, то на незнакомстве со стихами Баратынского, и в конце «серьёзным тоном» сообщает ей о «новых оценках творчества поэта».
Случайно встретившийся Илье Семёновичу на улице бывший ученик, его любимец, одноклассник Наташи Гореловой Борис Рудницкий (Дальвин Щербаков), неприятно поражает его цинизмом —  «с барского плеча» усадив его в свой служебный автомобиль «Волга» , с оттенком превосходства обсуждает в том числе и работу Мельникова («Вас можно использовать с гораздо более высоким КПД») , кроме того, с горечью вспомнив несостоявшуюся свадьбу с Наташей Гореловой, более всего сожалеет о сорвавшейся заграничной поездке  («сами знаете, как у нас любят выпускать неженатых») и о пережитом им позоре. Мельников внезапно просит остановить и быстро покидает автомобиль.
Мать безрезультатно пытается разговорить Илью Семёновича, из-за собственных переживаний он не в настроении разговаривать, но устраивает телефонный розыгрыш Наташе. Перезвонив, он советует не сильно переживать из-за детских выходок.

### Пятница
В начале рабочего дня вкратце показан мир учительской. Одна из учительниц (Нина Гребешкова) без умолку болтает по телефону, физрук отпускает плоские остроты, учительница младших классов Таисия Николаевна жалуется на заботу девочек-первоклашек о собственной привлекательности  («не ложьте зеркальце в парту»). Мельников устраивает разнос Таисии Николаевне за малограмотную речь.
Девятый класс срывает урок английского — они объявили учительнице бойкот из-за происшествия с вороной. Мельников, как классный руководитель, выходит во двор и доказательно объясняет своим ученикам их неправоту, ссылаясь на возвышенные исторические примеры. Лекцию Мельникова класс выслушивает без эмоций, но тут прибегает Наталья Сергеевна и просто извиняется перед учениками. Её немедленно прощают, просят прощения в ответ, и все дружно идут на урок, не обращая внимания на Мельникова.
Илья Семёнович заходит в свой кабинет, совмещённый со школьным музеем, и видит уборщицу (Валентина Телегина), «проводящую экскурсию» с первоклассниками. Это ученики Таисии Николаевны. Ей самой стало плохо после выговора, который ей устроил Мельников, и она ушла домой.
Девятиклассники пишут сочинение с темами на выбор: «Образ Катерины» (эту тему выбирают двое), «Базаров и Рахметов» (эту тему выбирает единственный человек из класса — Костя Батищев) или «Моё представление о счастье». Большинство выбирает последнюю, «вольную» тему. Откровенное и искреннее сочинение о том, что радость материнства и есть для неё счастье, написанное ученицей Надей Огарышевой, вызывает негодование Светланы Михайловны. Сочинение читают вслух, и класс вовсе не разделяет возмущение учительницы.
Шестопал весь сдвоенный урок украдкой смотрит на Риту Черкасову. В результате его сочинение так и остаётся состоящим из одной фразы: «Счастье, по-моему, это когда тебя понимают». «По-моему» Гена в итоге зачёркивает, а в конце ставит восклицательный знак.
Илья Семёнович идёт к директору школы Николаю Борисовичу (Михаил Зимин), своему старому другу, однокурснику и однополчанину-фронтовику. Происходит тяжёлый разговор. Мельников просит о внеочередном отпуске: он неспособен дальше работать в обстановке беспринципности и лицемерия, нарастающих в обществе, он готов даже вовсе уйти с учительской работы. Между делом выясняется, что и директор когда-то пострадал от принципиальности Мельникова — тот не пощадил даже лучшего друга. Скрепя сердце Николай Борисович соглашается дать Мельникову отпуск во время учебного года. Обрывки разговора слышит задержавшийся в приёмной директора двоечник Сыромятников (Юрий Чернов), впоследствии он распустит слух об уходе Мельникова из школы.
В классе на комсомольском собрании обсуждают сочинение Нади. Гена Шестопал резко высказывается о «принципе У-2», на котором построены отношения учеников с учителем: «первое У — угадать, второе У — угодить».
После собрания Гена и Рита в спортзале школы рассуждают о любви. Черкасова говорит, что с ней Генка не может рассчитывать на взаимность, на что Шестопал отвечает, что главное — самому находиться в состоянии влюблённости.
Поздно вечером, когда в школе кроме сторожа не было ни души, Генка Шестопал крадучись проникает в учительскую и похищает с полки сочинения своих одноклассников...

### Суббота
Наталья Сергеевна просит разрешения присутствовать на уроке Ильи Семёновича в 9-м «В», темой которого выступает революция 1905 года, восстание на крейсере «Очаков», личность и трагическая судьба его руководителя лейтенанта Шмидта. Илья Семёнович ведёт урок в присущей ему неформальной манере, открывая ученикам смысл исторических событий и мотивы поступков их участников. Он раскрывает душевный мир Петра Петровича Шмидта, рассказав его удивительную историю любви. Его страстный рассказ ярко контрастирует и с дремучим невежеством главного двоечника Сыромятникова («после Петра І России не везло на царей»), и с демонстративным цинизмом гордости класса Кости Батищева  (упоминание о «детях лейтенанта Шмидта»).
В учительской Светлана Михайловна обнаруживает пепел от сожжённых тетрадей с сочинениями девятого «В» и пояснительную записку язвительного содержания в стихах.
Но недаром птица в небе крепла!
Дураки остались в дураках…
Сломанная клетка — горстка пепла,

А журавлик — снова в облаках!Георгий Полонский
Войдя в класс во время урока в сопровождении Светланы Михайловны, директор проводит дознание. Шестопал сознаётся в содеянном, и директор приказывает ему следовать за ним. Илья Семёнович прерывает урок и уходит, чтобы защитить своего ученика, а класс обсуждает пущенный Сыромятниковым слух, что Мельников собирается уйти из школы.
Мельникову удаётся отстоять Шестопала — его не исключат из школы, но будут разбирать на педсовете. За дверью кабинета директора конфликт Мельникова и Светланы Михайловны достигает наивысшей точки («за что Вы меня так ненавидите??»). Илья Семёнович возвращается в класс одновременно со звонком и произносит: «А теперь мы должны проститься…». Весь класс  замирает, полагая, что любимый учитель от них всё же уходит. Посмотрев в глаза своих учеников, Мельников уточняет, что прощается только до понедельника.

## В ролях
- Вячеслав Тихонов — Илья Семёнович Мельников, учитель истории
- Ирина Печерникова — Наталья Сергеевна Горелова, учительница английского языка
- Нина Меньшикова — Светлана Михайловна, завуч школы, учительница русского языка и литературы
- Михаил Зимин — Николай Борисович, директор школы
- Ольга Жизнева — Полина Андреевна, мать Мельникова
- Дальвин Щербаков — Боря Рудницкий, бывший ученик Мельникова
- Людмила Архарова — Надя Огарышева
- Валерий Зубарев — Генка Шестопал
- Ольга Остроумова — Рита Черкасова
- Игорь Старыгин — Костя Батищев
- Роза Григорьева — Света Демидова, комсорг
- Юрий Чернов — Сыромятников
- Любовь Соколова — Левикова, мать Вовы
- Аркадий Листаров — Вова Левиков
- Виктория Чаева — учительница
- Герман Качин — Игорь Степанович, учитель физкультуры
- Клавдия Лепанова — Клавдия Сергеевна, учительница
- Софья Гаррель — Раиса Павловна, учительница математики
- Нина Емельянова — Таисия Николаевна, учительница 1-го «А»
- Валентина Телегина — школьная нянечка
- Нина Гребешкова — Аллочка, учительница
- Софья Пилявская — учительница
- Яков Ленц — пожилой учитель географии
- Виктор Маркин — учитель
- Надир Малишевский — телеведущий

## Съёмочная группа
- Автор сценария: Георгий Полонский — сценарий фильма был написан в качестве дипломной работы;
- Режиссёр: Станислав Ростоцкий (единственный фильм, в котором Ростоцкий снял свою жену актрису Нину Меньшикову);
- Оператор: Вячеслав Шумский;
- 1-й ассистент оператора: Виталий Чистяков;
- Композитор: Кирилл Молчанов;
- Художник-постановщик: Борис Дуленков.

## История
Съёмки фильма проходили в московской средней школе № 234 (теперь № 1380, ул. Тихомирова, д. 10). Фильм вышел на экраны СССР 28 октября 1968 года и был тепло принят публикой. Несколько ранее состоялся закрытый показ делегатам II Всесоюзного съезда учителей, проходившего 2—4 июля 1968 года в Москве (после показа фильма весь зал аплодировал стоя, что даже нашло отражение в журналистских материалах). Всесоюзная премьера состоялась 15 августа 1968 года в новом кинотеатре «Факел» г. Комсомольска-на-Амуре (пр. Мира, 35), открытый показ — 16 августа в Доме молодёжи (пр. Мира, 2) и прокатная премьера — 18 сентября в кинотеатре «Комсомолец» (ул. Кирова, 27), где сейчас располагается Краеведческий музей.
Автор сценария Георгий Полонский рассказывал, что он не хотел, чтобы главную роль Ильи Семёновича Мельникова сыграл Вячеслав Тихонов. Ему он казался слишком красивым и благополучным для своего любимого героя. Хотелось героя непривлекательного внешне, с каким-то душевным надломом.
Тихонов и сам сначала отказывался играть безликую, на первый взгляд, роль школьного учителя. Тем не менее Ростоцкому удалось уговорить давнего друга.
Позже Тихонов признавался, что режиссёр смог уловить сходство душевных переживаний героя и актёра в тот период его жизни: «Теперь уже, задним числом, я понимаю, что в этом и состоит талант режиссёра: увидеть в актёре то, что, может быть, он сам в себе даже не подозревает. Сейчас я осознаю, какое счастье, что я всё-таки сыграл Мельникова. Какое счастье, что Ростоцкий не отступил, настоял на своём и заставил меня сняться, и это помогло мне снова обрести веру в себя и вернуться в кинематограф…»
В 1969 году фильму вручена Золотая премия Московского кинофестиваля, а в 1970 году фильм был удостоен Государственной премии СССР.

## Песни
- Песню «В нашем городе дождь» (стихи Евгения Евтушенко — музыка Эдуарда Колмановского) напевает Светлана Михайловна;
- Песня «Иволга» («В этой роще берёзовой…» — музыка Кирилла Молчанова на стихи Николая Заболоцкого) звучит в исполнении Вячеслава Тихонова;
- Романс «Я ехала домой…» напевает Рита Черкасова;
- К основной музыкальной теме фильма Георгий Полонский позже написал стихи, и «Журавлиная песня» с 1972 года[7] часто исполнялась детскими хорами.

## Награды
- Лучший фильм 1968 года по опросу журнала «Советский экран»[8]
- Главный приз VI Международного кинофестиваля в Москве (1969)
- Государственная премия СССР (1970)